# Wimbledon Championships 1958
Die 72. Auflage der Wimbledon Championships fand 1958 auf dem Gelände des All England Lawn Tennis and Croquet Club an der Church Road statt.
Wegen schlechten Wetters mussten die Halbfinals der Herren sowohl auf dem Center Court als auch auf dem Court No. 1 ausgetragen werden. Die Balljungen trugen ab diesem Jahr kurze Hosen.

## Herreneinzel
Bei den Herren siegte Ashley Cooper.

## Dameneinzel
Althea Gibson verteidigte ihren Vorjahrestitel. Im Finale schlug sie Angela Mortimer in zwei Sätzen.

## Herrendoppel
Im Herrendoppel siegten die Schweden Sven Davidson und Ulf Schmidt.

## Damendoppel
Im Damendoppel gewannen Maria Bueno und Althea Gibson den Titel.

## Mixed
Im Mixed siegten Lorraine Coghlan und Robert Howe.

## Quelle
- J. Barrett: Wimbledon: The Official History of the Championships. Harper Collins Publishers, London 2001, ISBN 0-00-711707-8.